# Нефтегазоносный бассейн Охотского моря
Нефтегазоносный бассейн Охотского моря — нефтегазоносный бассейн в восточной части Евразийского континента в Охотском море. В данный момент нефтегазоносность подтверждена в восточной и северной части побережья острова Сахалин. Открыт нефтегазоносный бассейн в начале 90-х годов XX века. Ресурсы нефтегазоносного бассейна колеблются от 1 до 5 млрд тонн нефти и от 1 до 4 трлн. м³ природного газа. Нефтегазоносный бассейн граничит на западе с горами Сихотэ-Алинь и Алданским нагорьем, на востоке с Курильским вулканическим поясом и Курило-Камчатским вулканическим поясом.
Нефтегазоносный бассейн Охотского моря делится на районы:
- Сахалинский
- Примагаданский
- Западно-Камчатский
- Западно-Охотоморский
- Южно-Охотоморский

## Нефтегазовые проекты Охотского моря
Нефтегазоносный бассейн разделен на нефтегазовые блоки или проекты, из них высокоперспективными считается Сахалинские, Магаданские и Западно-Камчатские проекты.
В Сахалинские проекты входят Сахалин-1, Сахалин-2, Сахалин-3, Сахалин-4, Сахалин-5, Сахалин-6, Сахалин-7, Сахалин-8 и Сахалин-9.
В Магаданские проекты входят Магадан-1, Магадан-2, Магадан-3 и Магадан-4.